# Rui Reininho
Rui Manuel Reininho Braga mais conhecido por Rui Reininho (Porto, 28 de Fevereiro de 1955) é um músico português, conhecido sobretudo como vocalista e a principal cara da banda pop rock GNR (Grupo Novo Rock). Reininho é também letrista, tendo sido descrito como "rei da pop-rock nacional".

## Biografia
Filho único, nascido e criado no Bonfim, Porto. Na década de 1970, foi hippie, vestindo excentricamente, copiando o seu ídolo David Bowie. Grava em 1977, com Jorge Lima Barreto, no projecto Anar Band. Cria ou colabora nos projectos musicais Espelho e Atitudes.
Em 1981 tornou-se vocalista dos GNR, e depois, o seu principal mentor e figura mais destacada. Com os GNR, Rui Reininho criou uma série de canções que são o espelho da jovem geração burguesa dos anos 80, que cresceu e se tornou adulta a ouvi-los e a admirá-los ao longo de 30 anos: Dunas, Efectivamente, Bellevue, Pós-Modernos, Vídeo Maria, Pronúncia do Norte, Ana Lee ou Morte ao Sol. Efectuou mais de mil espetáculos na Europa, Brasil, EUA, Canadá e Macau. Obteve prémios Jornal Se7e, Blitz (revista) e Nova Era.
Trabalhou com nomes como Manuela Moura Guedes, Mler Ife Dada, Três Tristes Tigres, Paulo Gonzo e Spray.
É autor dos livros Sífilis versus Bilitis pela '''& etc''' e Líricas Come on & Ana, publicado pela Palavra, onde reúne poemas e letras de canções. Sobre as letras dos GNR, há duas publicações, a biografia dos GNR Afectivamente (Assírio & Alvim) e o livro As letras como poesia (Objecto Cardíaco e Afrontamento) de Vitorino Almeida Ventura.
Em 2005 foi agraciado com a Medalha de Mérito Cultural do Estado Português. Por ocasião do seu 50º aniversário e dos 25 anos dos GNR as Quintas de Leitura, no Teatro do Campo Alegre, no Porto, foram dedicadas à revisão de algumas letras do grupo e foi feito o espetáculo de homenagem intitulado "Egocentro" que teve a participação de Armando Teixeira com quem também colaborou em várias compilações.
Em 2008 lançou seu primeiro álbum a solo, Companhia das Índias.
Em 2014 é lançado o livro "Chá, Café e Etc.", editado pela Tcharan, com ilustrações de Marta Madureira e que inclui um CD com os contributos de Rui Reininho e Armando Teixeira.
Escreveu para os semanários Expresso, Mais Semanário, GQ, site Netparque e Jornal de Notícias. Trabalhou ocasionalmente como actor (por exemplo na série "Cláxon" e no telefilme "Amo-te Teresa") e criou música para teatro e cinema. Lecionou a disciplina de Música de Cinema na Universidade Moderna de Lisboa e a disciplina de Som e Imagem na Universidade Católica do Porto. Foi jurado dos programas A Voz De Portugal e Voice Portugal.

## Colaborações
- Mler Ife Dada - Siô Djuzé (1987)
- Paulo Gonzo - Coisas Soltas (1999)
- Spray - Anoiteci... Sem Te Encontrar (1999)
- O Homem Invisível - Viva Portugal 2000 (2000)
- Rodrigo Leão - Pásion (2001)
- Mesa - Luz Vaga (2004)
- Armando Teixeira - Once In a Lifetime (2004)
- Kussondulola - Reggae No Porto (2005)
- A Banda de Poi - O Mapa do Tesouro (2005)
- NBC - Benvindo Ao Passado (2006)
- Vozes da Rádio - (2007)
- Mesa - Bi.polar (UPA) (2008)
- Armando Teixeira - O Estranho Caso Do Amante Preguiçoso (2008)
- Vera E Os amigos - Girafo Apaixonado (2008)
- Paulo Praça - Arquitetura da Ecologia (2010)
- Tiago Guillul - Nabucodonosor (2010)
- Enapá 2000 - Pernas Abertas Nas Desertas (2011)
- Sangue & Mármore - David Bruno (2022)

## Álbuns solo
- Companhia das Índias - Sony - (2008)
- Chá, Café e Etc. - Tcharan - 2014 - disco + livro